# Adorf/Erzgeb.
Adorf/Erzgeb. (Ausspracheⓘ) ist ein Ortsteil der sächsischen Gemeinde Neukirchen/Erzgeb. im Erzgebirgskreis. Der Ort befindet sich am Rande des Erzgebirges unweit der Großstadt Chemnitz und ist neben dem Hauptort der einzige amtliche Ortsteil von Neukirchen. Die Abkürzung „Erzgeb.“ steht jeweils für „Erzgebirge“.

## Geographie und Verkehr

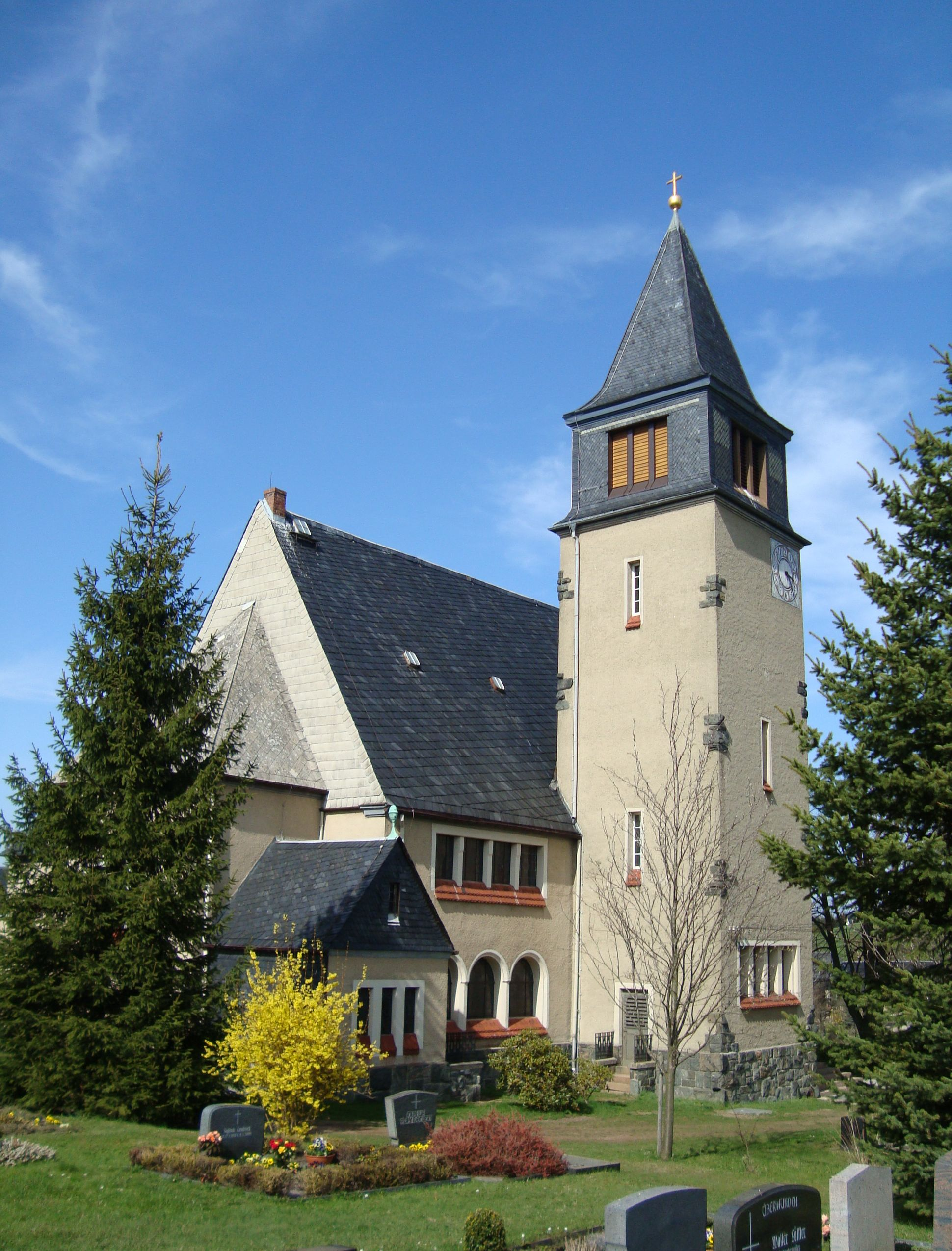
Dorfkirche in Adorf

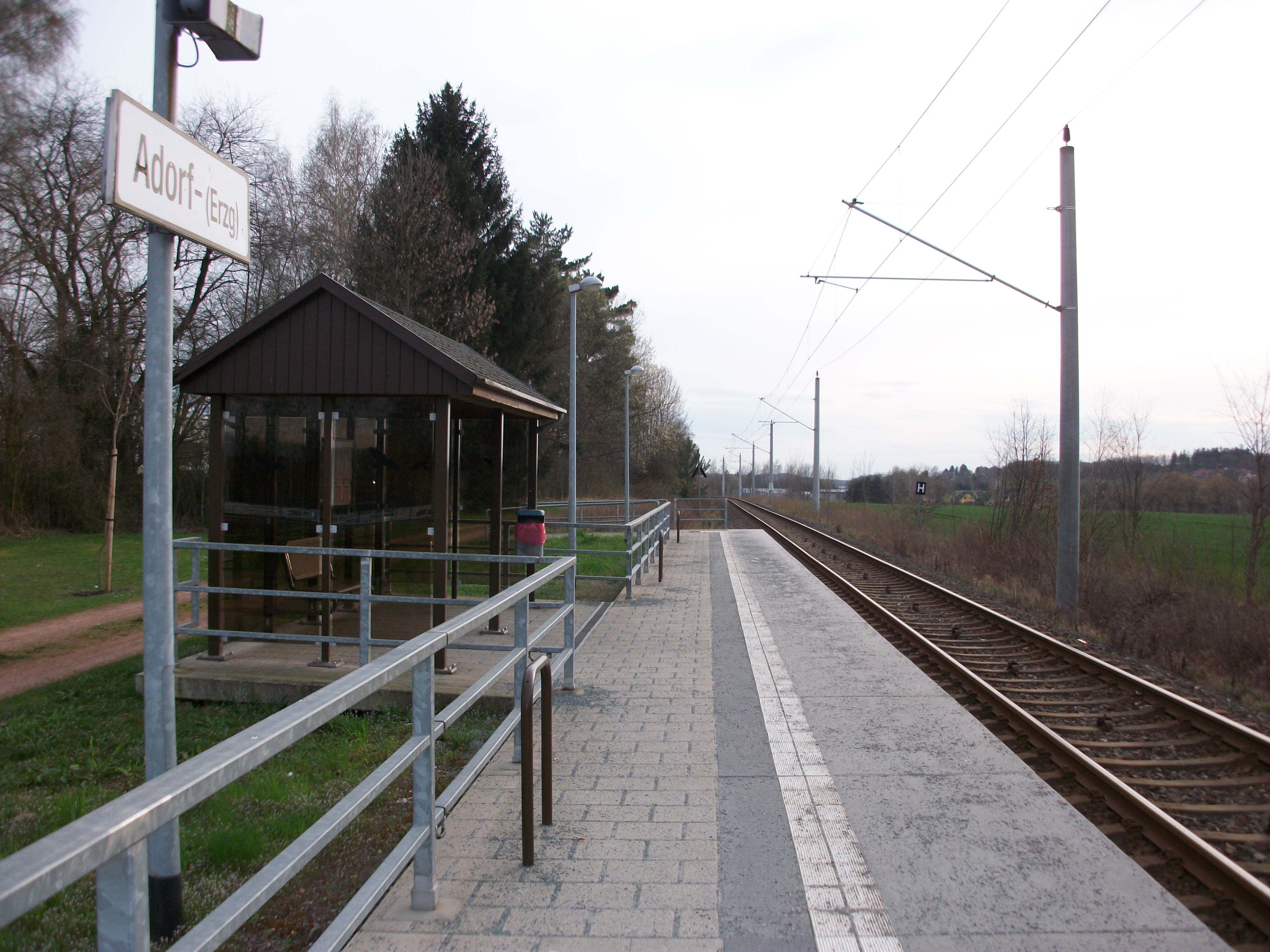
Haltestelle Adorf (Erzgeb) der City-Bahn (2016)

Adorf befindet sich am Nordrand des Mittelerzgebirges auf etwa 367 m ü. NN. Der Ortskern von Neukirchen befindet sich etwa drei Kilometer nördlich, Chemnitz-Zentrum liegt rund zehn Kilometer in gleicher Richtung entfernt, die drittgrößte Stadt Sachsens ist von Adorf in etwa einer halben Stunde erreichbar. Entlang der Kreisstraße 8813, die als Hauptstraße in Nord-Süd-Richtung durch Adorf führt, verläuft der Adorfer Dorfbach. Er mündet in der Nähe der Flurgrenze zu Neukirchen in die Würschnitz, die einer der Quellflüsse der Chemnitz ist. Die Bundesautobahn 72 (Chemnitz–Hof) verläuft westlich des Ortes. Sie ist über die Anschlussstellen „Chemnitz-Süd“ oder „Stollberg-Nord“ erreichbar. Die nächsten Bundesstraßen verlaufen durch Neukirchen (B 169) und Burkhardtsdorf (B 180, B 95). Adorf besitzt einen Haltepunkt an der Bahnstrecke Stollberg-Chemnitz, auf der die City-Bahn Chemnitz verkehrt.
Adorf bildet auf Neukirchener Gemeindegebiet eine eigene Gemarkung, die etwa 6,72 km² bemisst. Im Norden grenzt an diese die Gemarkung Neukirchen an. Östlich von Adorf befindet sich Chemnitz-Klaffenbach, das durch das Wasserschloss Klaffenbach überregional bekannt ist. Im Südosten grenzt die Gemeinde Burkhardtsdorf an die Adorfer Gemarkung an, südwestlich des Ortes befindet sich Meinersdorf (zu Burkhardtsdorf). Die Gemeinde Jahnsdorf/Erzgeb., auf deren Gemeindegebiet sich der Flugplatz Chemnitz-Jahnsdorf befindet, ist westlich benachbart.

## Geschichte
| Jahr | Einwohner                                           |
| ---- | --------------------------------------------------- |
| 1551 | 30 besessene Mann, 6 Häusler, 56 Inwohner, 13 Hufen |
| 1764 | 33 besessene Mann, 16 Häusler, 13 Hufen             |
| 1834 | 0621                                                |
| 1871 | 0994                                                |
| 1890 | 1239                                                |
| 1910 | 1709                                                |
| 1925 | 1950                                                |
| 1939 | 2177                                                |
| 1946 | 2424                                                |
| 1950 | 2372                                                |
| 1964 | 1972                                                |
| 1975 | 1752                                                |
| 1990 | 1409                                                |
| 1995 | 1555                                                |
| 1998 | 1831                                                |

Der Ort wird erstmals um 1200 erwähnt. Der Ortsname wurde über die Jahrhunderte nur geringfügig verändert, beispielsweise wurde der Ort im Jahr 1518 als Odorff genannt.  Ab Mitte des 16. Jahrhunderts gehörte Adorf als Amtsdorf zum Amt Chemnitz. Seit Beginn des 19. Jahrhunderts war Adorf Teil des Königreichs Sachsen, in dem die Sächsische Landgemeindeordnung von 1838 dem Ort Eigenständigkeit als Landgemeinde zuerkannte. Im bis heute stark agrarisch geprägten Waldhufendorf siedelte sich im 19. Jahrhundert die Strumpfwirkerei, zunächst als Heimindustrie und später mit kleinen Fabriken, an. Adorf lag nun in der Amtshauptmannschaft Chemnitz, die bis 1900 zur Kreishauptmannschaft Zwickau und danach zur Kreishauptmannschaft Chemnitz gehörte. Die Amtshauptmannschaften ersetzten die aus dem Mittelalter stammenden Ämter.
Im Jahr 1900 war Adorf von einer 673 Hektar großen Waldhufenflur umgeben, die fast ausschließlich landwirtschaftlich genutzt wurde. An der 1895 eröffneten Würschnitztalbahn erhielt der Ort erst im Jahre 1909 einen eigenen Haltepunkt. Im Jahr 1925 wurden 1950 Einwohner gezählt, davon waren 1698 evangelisch-lutherisch, 22 katholisch und weitere 230 konfessionslos. Zu Beginn des 20. Jahrhunderts wurde auch die Dorfkirche errichtet, zuvor war der Ort nach Neukirchen gepfarrt. Bis 1925 war sie Filialkirche von Neukirchen, danach bildete sie eine eigenständige Pfarrkirche und damit eine Kirchgemeinde.
Nach dem Ende des Zweiten Weltkrieges wurde Adorf zunächst Teil der Sowjetischen Besatzungszone und später der DDR. Die höchste gemessene Einwohnerzahl des Ortes wurde 1946 ermittelt, es lebten 2424 Menschen in Adorf. Die Kreisreform im Juli 1952 löste die bisherigen Länder und Landkreise auf und schuf neue Bezirke und Kreise. Adorf wurde als Gemeinde dem Kreis Chemnitz-Land im Bezirk Chemnitz zugeordnet, die seit 1953 die Bezeichnung „Karl-Marx-Stadt“ führten. Nach Wende und Wiedervereinigung kam es zur Wiedergründung Sachsens als Freistaat. Die zunächst von der DDR übernommenen Kreisstrukturen wurden in der Kreisreform 1994 an die neuen Anforderungen angepasst. Dabei kam es zur Auflösung des Landkreises Chemnitz (hervorgegangen aus dem Kreis Chemnitz- bzw. Karl-Marx-Stadt-Land) und der Umgliederung von Adorf in den Landkreis Stollberg.
Am 1. Januar 1999 wurde der Ort nach Neukirchen/Erzgeb. eingemeindet. Neukirchen war zuvor bereits seit dem 1. Oktober 1997 erfüllende Gemeinde für Adorf. Adorf wurde als Neukirchener Ortsteil in der Kreisreform 2008 Teil des Erzgebirgskreises, zu dem sich die bisherigen Kreise in der Region zusammengeschlossen hatten. In Adorf wurde ein Ortschaftsrat eingerichtet, der zuletzt am 6. Juli 2009 gewählt wurde. Ihm gehören sechs Mitglieder an, darunter der ehrenamtliche Ortsvorsteher Wolfgang Nowack (CDU).

## Einrichtungen und Bauwerke
In Adorf gibt es einen Kindergarten, eine Außenstelle der Neukirchener Bibliothek und eine Freiwillige Feuerwehr. Bis 2010 war eine Oberschule in Adorf ansässig. An der Adorfer Schule befindet sich eine im Jahr 2008 errichtete Ortspyramide. Sie hat vier Etagen, ist 6,40 Meter hoch und ist mit bis zu 80 Zentimeter hohen Figuren besetzt.

## Persönlichkeiten

### Söhne und Töchter des Ortes
- Heinz Diettrich (1940–2022), Chirurg und ärztlicher Standespolitiker
- Kurt Weißenfels (1920–1998), in den 1950er Jahren Fußballspieler in der DDR
- Paul Hugo Türke (1905–1982), Kunstmaler, Zeichenlehrer, Heimatforscher